# Kurt Laqueur
Kurt Laqueur (* 22. Oktober 1914 in Berlin; † 12. April 1997 in Wiesbaden) war ein deutscher Diplomat.

## Leben
Kurt Laqueur war der Sohn von August und Ilse Laqueur (geb. Netto). 1937 begann er ein Studium der Rechtswissenschaften an der Universität Berlin. Aufgrund der Nürnberger Rassengesetze konnte er wegen seiner jüdischen Herkunft weder sein Jurastudium an noch eine Lehre als Buchhändler beenden. Im Jahre 1936 folgte er seinen Eltern und der Schwester Marianne Laqueur in das Exil in der Türkei. In Istanbul war er zunächst vornehmlich als Assistent der Geschäftsleitung in diversen Export-Import-Unternehmen tätig. Nach dem Abbruch der diplomatischen Beziehungen zwischen der Türkei und Deutschland wurde er 1944 wie die meisten anderen Deutschen in der Türkei in die anatolische Stadt Kirsehir verbannt. Ab 1946 arbeitete er unter anderem als Lektor an der Fremdsprachenschule der Universität Istanbul, bevor er im November 1952 in den diplomatischen Dienst der Bundesrepublik Deutschland eintrat. Bis zu seiner Pensionierung bekleidete er die Funktionen des Wirtschaftsreferenten an der Deutschen Botschaft im Libanon (1953–1958), des Pressereferenten an der Deutschen Botschaft in der Türkei (1959–1969), des Generalkonsuls in Zagreb (1969–1973) und des Botschaftsrats 1. Klasse und ständigen Vertreters des Botschafters in der Schweiz (1973–1979).
In seine Amtszeit als deutscher Generalkonsul in Zagreb fiel die Entführung der Lufthansa-Maschine „Kiel“ durch die palästinensische Terrororganisation „Schwarzer September“ am 29. Oktober 1972. Das Flugzeug war mit dem Ziel entführt worden, die drei überlebenden Attentäter der Geiselnahme von München freizupressen. Die Bundesregierung entsprach dieser Forderung. Sie ließ die Häftlinge nach München bringen, von wo sie mit einer Privatmaschine nach Zagreb ausgeflogen wurden. Nachdem die Entführer androhten, die Lufthansa-Maschine mit allen Insassen explodieren zu lassen, wenn sie nicht innerhalb einer Stunde vollgetankt werden würde, erteilte Kurt Laqueur hierzu seine Erlaubnis. Daraufhin flog das Flugzeug nach Tripolis in Libyen, wo die Entführer alle Geiseln freiließen. Im Nachhinein musste sich Kurt Laqueur für seine Entscheidung rechtfertigen. Er wurde jedoch aufgrund der chaotischen Gesamtumstände – so existierte etwa eine unzureichende Auslandstelefonverbindung zum Zagreber Flughafen – vollständig rehabilitiert.
1969 erhielt er den Verdienstkreuz 1. Klasse der Bundesrepublik Deutschland.
Seinen Lebensabend verbrachte er in Bodenheim und Wiesbaden.
Kurt Laqueur war verheiratet mit Aenne Baade (1919–1987), der Tochter des Wirtschaftswissenschaftlers Fritz Baade, der 1935 ebenfalls in die Türkei emigriert war. Aus der Ehe sind drei Söhne hervorgegangen: Klaus, Hans-Peter (* 1949) und Andreas.

## Schriften
- Theater und Musik in der modernen Türkei. In: Übersee-Rundschau 11, 1959, Heft 11, S. 22–23.
- Das Gesicht der türkischen Presse. In: Zeitschrift für Kulturaustausch 12, 1962, Heft 2/3, S. 198–199.
- Türkiye'nin Sanayileşmesinde Türk-Alman İşbirliği. In: Sanayi. Sesi. 6, 1966, S. 10–11.
- Zum 90. Geburtstag von Frau Dr. Praetorius.  In: Deutsch-Türkische Gesellschaft Bonn. Mitteilungen Heft 103, 1980, S. 36.
- Ankara – anno dazumal. In: Deutsch-Türkische Gesellschaft Bonn. Mitteilungen Heft 105, 1982, S. 18–23.
- Professor Dr. H. Quincke verstorben. In: Deutsch-Türkische Gesellschaft Bonn. Mitteilungen Heft 105, 1982, S. 30–31.
- XVIII. Europäische Kunstausstellung. „Die Anatolischen Zivilisationen“. In: Deutsch-Türkische Gesellschaft Bonn. Mitteilungen Heft 106, 1983, S. 32–34.
- Deutsche Musiker in der Türkei. In: Deutsch-Türkische Gesellschaft Bonn. Mitteilungen Heft 109, 1986, S. 30
- Ankara, Kemal Atatürk'ün Kenti. In: Mustafa Kemal Atatürk, 1881-1981. Atatürk Araştırma Merkezi, Ankara 1997, ISBN 9751608538, S. 139–143.
- Gastarbeiter in Anatolien. Der deutsche Beitrag zur Entwicklung der türkischen Hauptstadt. In: Istanbul Post. Das wöchentliche deutschsprachige Internetmagazin der Türkei. 2, Nr. 30, 28. Juli 2003 (istanbulpost.net (Memento vom 21. Juni 2007 im Internet Archive)) = „Gastarbeiter in Anatolien“: Der Alltag der deutschen akademischen Heimatvertriebenen in der türkischen Hauptstadt. In: Christopher Kubaseck, Günter Seufert (Hrsg.): Deutsche Wissenschaftler im türkischen Exil: Die Wissenschaftsmigration in die Türkei 1933–1945. Ergon, Würzburg 2016, ISBN 978-3-95650-186-9, S. 175–185 (Digitalisat).
- „Kırşehir 1944–1945“: Das Leben der deutschen Konfinierten in einer anatolischen Kleinstadt. In: Christopher Kubaseck, Günter Seufert (Hrsg.): Deutsche Wissenschaftler im türkischen Exil: Die Wissenschaftsmigration in die Türkei 1933–1945. Ergon, Würzburg 2016, ISBN 978-3-95650-186-9, S. 187–199 (Digitalisat).